# CF Brăila în sezonul 1999-2000
Sezonul 1999-2000  este primul sezon pentru Dacia Unirea Brăila în liga a III-a. Sezonul următor tot în liga a III-a evoluează, dar promovează la final pe locul 1! și se întoarce în liga a II-a!. 

## Echipă
| Nr. |         | Poziție | Jucător             |
| --- | ------- | ------- | ------------------- |
| -   | România | P       | Constantin Brătianu |
| -   | România | P       | Viorel Mirică       |
| -   | România | F       | Vasile Brătianu     |
| -   | România | F       | Laurențiu Ivan      |
| -   | România | F       | Cosmin Gheorghiță   |
| -   | România | F       | Emil Cristian       |
| -   | România | F       | Nicu Rotaru         |
| -   | România | F       | Gabriel Baciu       |
| -   | România | F       | Florian Bulancea    |
| -   | România | F       | George Badea        |
| -   | România | F       | Marian Samoilă      |
| -   | România | M       | Daniel Buricea      |
| -   | România | M       | Cristian Baltă      |
| -   | România | M       | Cristian Bândărică  |
| -   | România | M       | Ionel Vioreanu      |
| -   | România | M       | Gigel Păsceanu      |
| -   | România | M       | Ionel Bratoșin      |
| -   | România | A       | Mihăiță Stoian      |
| -   | România | A       | Nicolae Ciocea      |

## Transferuri

### Sosiri
| Post | Jucător           | De la echipa    | Suma de transfer  | Dată |  | ---- |
| ---- | ----------------- | --------------- | ----------------- | ---- |  | ---- |
| F    | Cosmin Gheorghiță | Rocar București | liber de contract | -    |  |      |
| F    | Vasile Brătianu   | Petrolul Brăila | liber de contract | -    |  |      |

### Plecări
| Post | Jucător           | De la echipa   | Suma de transfer  | Dată |  | ---- |
| ---- | ----------------- | -------------- | ----------------- | ---- |  | ---- |
| F    | Cosmin Gheorghiță | Dunărea Galați | liber de contract | -    |  |      |
| M    | Ionel Drăgoi      | Retras         | -                 |      |  |      |
| P    | Cătălin Hăisan    | Retras         | -                 |      |  |      |
| P    | Ștefan Nicoloff   | Retras         | -                 |      |  |      |

Clasamentul după 34 de etape se prezintă astfel:

## Seria III

### Rezultate
| Victorii | Egaluri | Înfrângeri | Cea mai mare victorie | Cea mai mare înfrangere |

### Sezon intern
| 1  | Conpet Ploiești        | Dacia Unirea Brăila    |   | 3-0 |
| 2  | Dacia Unirea Brăila    | Dunacor Brăila         |   | 4-1 |
| 3  | Unirea Mănăstirea      | Dacia Unirea Brăila    |   | 3-2 |
| 4  | Dacia Unirea Brăila    | SN Tulcea              |   | 2-4 |
| 5  | Agricultorul Urziceni  | Dacia Unirea Brăila    |   | 3-0 |
| 6  | Dacia Unirea Brăila    | Dunărea Călărași       |   | 0-1 |
| 7  | Hidroconcas Buzău      | Dacia Unirea Brăila    |   | 3-1 |
| 8  | Dacia Unirea Brăila    | Petrolul Berca         |   | 0-0 |
| 9  | Petrolul Brăila        | Dacia Unirea Brăila    |   | 4-1 |
| 10 | Dacia Unirea Brăila    | Acvaterm Râmnicu-Sărat |   | 2-0 |
| 11 | Metalul Filipești      | Dacia Unirea Brăila    |   | 3-0 |
| 12 | Dacia Unirea Brăila    | Metalul Plopeni        |   | 4-0 |
| 13 | Dacia Unirea Brăila    | FC Hondor Stil Agigea  |   | 4-1 |
| 14 | Cimentul Medgidia      | Dacia Unirea Brăila    |   | 2-1 |
| 15 | Dacia Unirea Brăila    | Unirea Slobozia        |   | 2-1 |
| 16 | Chimia Brazi           | Dacia Unirea Brăila    |   | 2-0 |
| 17 | Dacia Unirea Brăila    | Portul Constanța       |   | 2-0 |
| 18 | Dacia Unirea Brăila    | Conpet Ploiești        |   | 2-1 |
| 19 | ?                      | ?                      | ? | ?   |
| 20 | Dacia Unirea Brăila    | Unirea Mănăstirea      |   | 4-1 |
| 21 | SN Tulcea              | Dacia Unirea Brăila    |   | 0-1 |
| 22 | Dacia Unirea Brăila    | Agricultorul Urziceni  |   | 1-0 |
| 23 | Dunărea Călărași       | Dacia Unirea Brăila    |   | 1-0 |
| 24 | Dacia Unirea Brăila    | Hidroconcas Buzău      |   | 3-0 |
| 25 | Petrolul Berca         | Dacia Unirea Brăila    |   | 2-0 |
| 26 | Dacia Unirea Brăila    | Petrolul Brăila        |   | 5-1 |
| 27 | Acvaterm Râmnicu-Sărat | Dacia Unirea Brăila    |   | 1-0 |
| 28 | Dacia Unirea Brăila    | Metalul Filipești      |   | 3-2 |
| 29 | Metalul Plopeni        | Dacia Unirea Brăila    |   | 3-0 |
| 30 | FC Hondor Stil Agigea  | Dacia Unirea Brăila    |   | 1-0 |
| 31 | Dacia Unirea Brăila    | Cimentul Medgidia      |   | 1-0 |
| 32 | Unirea Slobozia        | Dacia Unirea Brăila    |   | 1-0 |
| 33 | Dacia Unirea Brăila    | Chimia Brazi           |   | 3-0 |
| 34 | Portul Constanța       | Dacia Unirea Brăila    |   | 2-2 |